# Embalse de Las Rozas
El embalse de Las Rozas es una infraestructura hidrológica construida en el río Sil, en el municipio de Villablino, León, Castilla y León, España.